# George Anderson Lawson

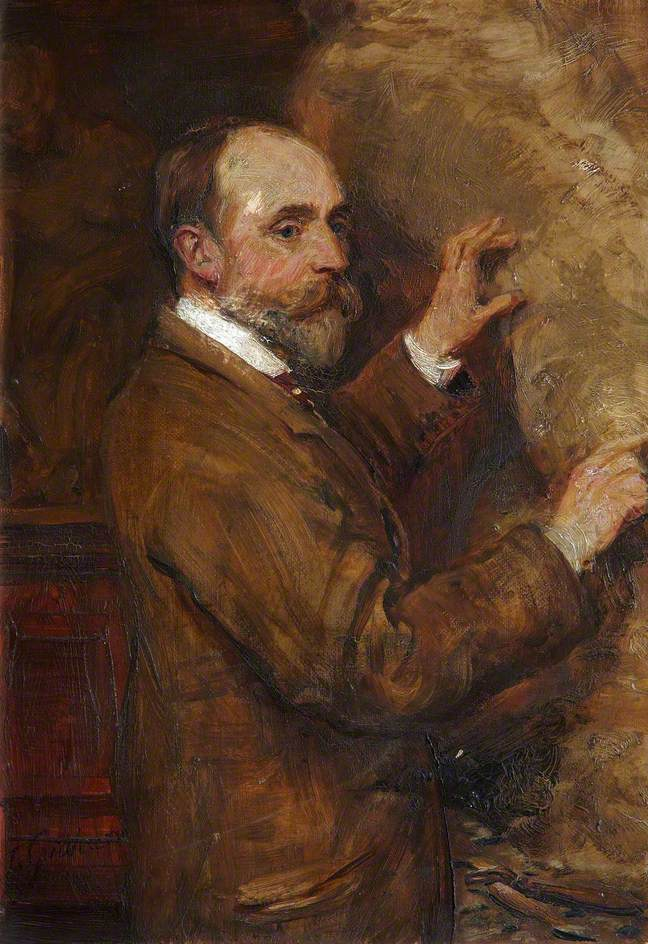
George Anderson Lawson, Porträt von Thomas Alexander Ferguson Graham (1840–1906)

George Anderson Lawson (* 1832 in Edinburgh; † 23. September 1904 in Richmond, Surrey) war ein britischer Bildhauer des viktorianischen Zeitalters und ein Vertreter der New-Sculpture-Bewegung.

## Leben
George Anderson Lawson wurde 1832 in Edinburgh als Sohn von David Lawson und Anne Campbell geboren. Er erhielt seine Ausbildung an der Trustees’ Academy in Edinburgh und war Schüler von Alexander Handyside Ritchie und Robert Scott Lauder. Nach seiner Ausbildung reiste Lawson nach Rom, wo er sich von der klassischen Bildhauerei, insbesondere von John Gibson, inspirieren ließ. Nach seiner Rückkehr nach Großbritannien ließ er sich zunächst in Liverpool nieder, wo er 1864 gemeinsam mit seinem Bruder, dem Architekten Andrew Lawson, den Wettbewerb für das Wellington Monument gewann. 1866 ließ sich George Anderson Lawson in London nieder, pflegte aber weiterhin Kontakte zu Künstlern und Auftraggebern in Schottland. Am 28. August 1862 heiratete er Jane Frier aus Edinburgh. Er wurde 1884 zum Ehrenmitglied der Royal Scottish Academy ernannt. George Anderson Lawson starb am 23. September 1904 in Richmond, Surrey.

## Werk

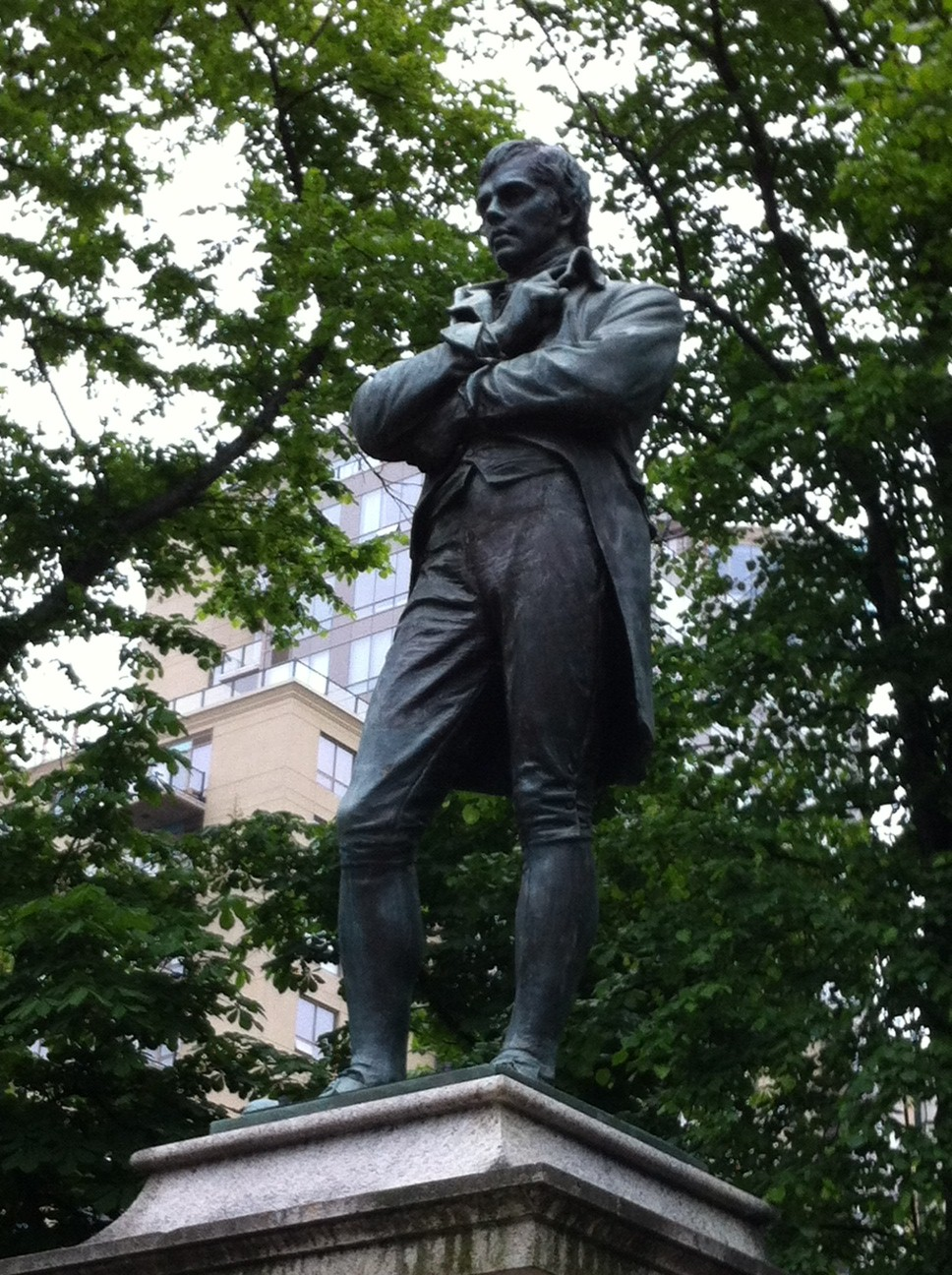
Robbie Burns Denkmal im Victoria Park in Halifax, Nova Scotia, Kanada

George Anderson Lawsons Werk zeichnet sich durch eine Mischung aus klassischer Formensprache und emotionaler Ausdruckskraft aus. Zu seinen wichtigsten Werken zählen:
- Wellington-Denkmal in Liverpool (1865): Eine monumentale Statue des Duke of Wellington, ergänzt durch ein Relief der Schlacht bei Waterloo.
- Robert Burns Denkmal in Ayr (1891): Diese Statue galt als eine der besten Darstellungen des schottischen Nationaldichters und Kopien davon gibt es in Belfast, Halifax, Melbourne, Montreal und Winnipeg.
- Motherless (1889): Eine bewegende Darstellung eines Vaters mit seinem Kind, die 1901 von der Kelvingrove Art Gallery and Museum in Glasgow erworben wurde.
- Skulpturen für das Scott Monument in Edinburgh (1874): Darunter Statuen von Robert the Bruce, Baillie Nicol Jarvie und Diana Vernon.
- Reliefs für die Glasgow City Chambers: Klassische Friese und Reliefs, die die Fassade des Gebäudes schmücken

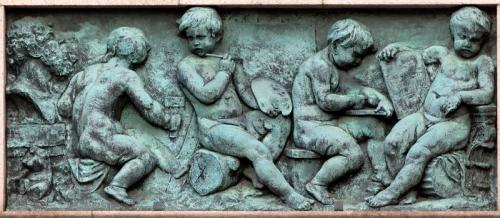
George Anderson Lawson: Bronzerelief mit der Darstellung von Malerei, Bildhauerei und Architektur. Aberdeen Art Gallery